# Kyōkai no Rinne
Kyoukai no Rinne (境界のRINNE lit. Rinne del límite?), conocida en España simplemente como Rinne y en Hispanoamérica como Rinne: círculo de reencarnación, es una serie de manga escrita e ilustrada por Rumiko Takahashi. Su serialización inició en la revista Weekly Shōnen Sunday de la editorial Shōgakukan el 22 de abril de 2009. El manga ha sido licenciado por Viz Media. También cuenta con una adaptación a serie de anime con 25 episodios. Una segunda temporada de la serie anime se estrenó el 9 de abril de 2016 y una tercera temporada se estrenó en el 8 de abril de 2017. En agosto de 2014, el manga tuvo 3 millones de volúmenes recogidos en la impresión.

## Argumento
Durante un día de clases, Sakura Mamiya, una adolescente con la capacidad de ver espíritus desde pequeña, conoce a Rinne Rokudō, un misterioso compañero de clases que trabaja como shinigami. Luego de verse involucrada en un caso de trabajo de purificación con Rinne, termina relacionándose con este y todo lo concerniente a su mundo. Sakura emprenderá nuevas aventuras junto a Rinne, en donde ambos velarán por ayudar a que las almas pérdidas de las personas, animales, seres vivos en general, puedan llegar a la rueda de la reencarnación, renacer en paz y evitar la proliferación de espíritus malignos.

## Personajes
Rinne Rokudô (六道りんね Rokudō Rinne?)
Voz por: Kōki Uchiyama (comercial), Kaito Ishikawa (anime)
Es el protagonista de la historia. Rinne es un muchacho de mezcla de patrimonio humano y shinigami que reside en el mundo humano a pesar de la invitación de su abuela a vivir con ella. Anteriormente, vivía con su abuelo hasta que este falleció y acabó tomando como residencia un edificio abandonado del club de la escuela en la cual asiste. Desempeña las funciones de un shinigami en nombre de su abuela, aunque requiere de herramientas que un shinigami verdadero no necesita y que son costosas, muchas veces equivalentes a ¥ 500 y ¥ 1,000. También tiene un haori especial (Yomi no Haori o Túnica del Inframundo). Este manto le permite no ser visto por los seres normales y volar, y, cuando se invierte, puede volver un fantasma en un ser sólido. Como está corto de dinero, no sólo está dispuesto a recoger el dinero, alimentos o cualquier tipo de ofrenda por los estudiantes que le dejan en la estación meteorológica, sino que también se niega a gastar dinero en alquiler, uniformes o muchas otras necesidades comunes. Siempre es muy feliz cuando se le da algo. La deuda que está dando sus frutos no se debe a su abuela, pero a causa de su padre que utiliza todo su dinero. El nombre de Rinne se ha tomado de "Rinne", el ciclo de la resurrección presente en el budismo y el Rokudo, los seis caminos que lo componen.
A medida que la historia avanza, Rinne comienza a desarrollar algunos sentimientos por Sakura. Más adelante en el manga, la historia se centra más en Rinne que Sakura, quien toma un papel más pasivo. Los sentimientos de Rinne por Sakura son muy evidentes cuando se muestra cuando se pone nervioso o protector con ella durante ciertas situaciones. No le gusta Tsubasa debido a sus formas repulsivas de exorcizar fantasmas y debido a los afectos de Tsubasa por Sakura. Él también está molesto con Ageha como ella está constantemente tratando de ganar su afecto mediante diversos métodos que le incluyen captura en una suite de luna de miel para que ella pudiera tener momento romántico con él.
Sakura Mamiya (真宮桜 Mamiya Sakura?)
Voz por: Mariya Ise (comercial), Marina Inoue (anime)
Es la coprotagonista de la historia. Cuando era pequeña, Sakura se ve engañada por un damashigami (contrarios a los shinigamis, los cuales se llevan las almas de personas muertas), que quería hacerla quedar en el mundo de los muertos antes de tiempo y así cobrar su cuota. Sin embargo, regresa con la ayuda de Tamako (la abuela de Rinne), pero al comer comida del mundo de los muertos adquiere la capacidad de ver fantasmas y seres espirituales. Gracias a eso, ella es el único ser humano que puede ver inicialmente a Rinne (ya que llevaba puesto el haori). Es una chica muy tranquila, de buen carácter, gentil y generosa, que no duda en avisar y ayudar a Rinne si encuentra a un fantasma que causa problemas a sus amigos. Avanzando los capítulos, se puede ver que empieza a enamorarse de Rinne.
Rokumon (六文?)
Voz por: Rie Kugimiya (comercial), Hitomi Nabatame (anime)
Es el gato negro que se mantiene bajo un contrato con Rinne. Estos gatos forman contratos con shinigamis, ayudando en su trabajo, como en la eliminación de los malos espíritus, sino también traer maldiciones, amenazas y malos presagios. Él ayuda al muchacho a pelear contra los damashigamis y fantasmas malignos. Él afirma haber sido enviado por Tamako para formar un contrato con Rinne, a lo que este último se niega, al no tener los recursos para apoyar al ayudante. A continuación, aparece a Sakura y le revela la verdadera razón de los deberes de shinigami de Rinne, mientras Rinne encuentra una carta, descubrió de la verdad sobre él: Tamako lo despidió y fue a buscar el apoyo de Rinne. Con el tiempo, los dos forman un contrato, basándose en que Rokumon cubre sus propios gastos de vida. No parece agradarle Tsubasa. Se puede transformar en un gato gigante, que ha sido útil para ahuyentar a las personas curiosas. También se puede transformar en un gatito adorable y es muy útil porque las personas lo atienden bien. Su relación con Sakura es muy amena y no duda en ayudar a Rinne en su relación con ésta.
Tamako (魂子?)
Voz por: Satsuki Yukino (anime)
Es una shinigami de gran categoría y abuela de Rinne. Anteriormente era la que poseía un contrato con Rokumon, pero acabó despidiéndolo para que fuera con Rinne. Tamako aparenta ser una joven de diecisiete años y detesta que le digan "abuela", insistiendo en ser llamada "señorita", aunque su carácter es alegre. Se había casado con un humano que estaba a punto de morir, por eso es que tiene que pagar una deuda, pero al final queda a cargo de Rinne (una de las razones por la que Rinne es pobre pero, en el capítulo 31, se ve que la deuda ya está pagada, y también se revela que la razón de la pobreza de Rinne pobreza tiene que ver con su padre (Hijo de Tamako)). Ella trata de lograr que su nieto vaya a vivir con ella, y hasta incluso le ayuda en su trabajo; ella se pone una máscara de miedo y aparece en los sueños de los compañeros de clase de Rinne y los amenazan, para gran disgusto de Rinne.
Tsubasa Jumonji (十文字 翼 Jūmonji Tsubasa?)
Voz por: Ryōhei Kimura (anime)
Proviene de una familia de exorcistas. Al igual que Sakura, puede ver fantasmas, pero piensa que todos los fantasmas son malignos y a menudo brutalmente los ataca con sus "cenizas sagradas" en lugar de tratar de ponerlos a descansar. Cuando era niño, tenía que mudarse a innumerables sitios por su familia, y ya que veía fantasmas, no podía hacer amigos. Sin embargo, un día descubrió que Sakura (que era compañera de su escuela en ese momento) también puede ver fantasmas y quedó tan impresionado por esto que inmediatamente se enamoró de ella, pero después se tuvo que mudar de nuevo, sin embargo, jamás se olvidó de ella. Desde su traslado a la preparatoria de Sakura, él ha tratado innumerables veces de que Sakura corresponda su afecto y está celoso del tiempo que ella y Rinne han pasado juntos, y así comienza unirse a ellos en sus casos con fantasmas. Desde que se unió a su grupo, se ha dado cuenta de que no todos los fantasmas son malos y ha sido más indulgente hacia algunos. Tiende a sacar conclusiones muy rápido, sobre todo cuando algo se refiere a la relación de Rinne y Sakura. Considera a Rinne su rival por el amor de ella, pero también le tiene algo de estima, aunque no le guste admitirlo.
Masato (魔狭人 Masato?)
Voz por: Tetsuya Kakihara (anime)
Es un demonio que detesta a Rinne desde que eran niños, porque un día su profesor pidió que traigan un alma hacia el infierno, pero cuando llegó para hacerlo con un conejo, Rinne evitó que muriera exorcizando a Masato con una cruz bendita causándole una herida en la cabeza desde entonces tiene un problema con su ortografía escribiendo varias palabras mal. Masato a menudo recurre al uso de su fortuna como ventaja sobre el empobrecido Rinne, pero a pesar de su riqueza, su astucia parece ser un poco escasa, y sus trampas cuidadosamente trazadas son infantiles y fácilmente pueden volverse en contra de él.
Sabato Rokudô (六道サバト Rokudō Sabato?)
Voz por: Kappei Yamaguchi (anime)
Es el líder de la compañía damashigami y padre de Rinne, un muy mal ejemplo ya que es un mujeriego, por eso a Rinne no le importa hacerle daño, también que lo metió en una deuda (otra de las razones por las que Rinne es pobre o podría decirse la principal). Sabato es un mujeriego, utiliza el dinero de su hijo para comprarle regalos a sus novia.
Ageha (鳳 Ageha?)
Voz por: Rie Murakawa (anime)
Es una shinigami que aparece de vez en cuando, contando que su hermana mayor ha desaparecido porque se ha ido con su novio y desde entonces la está buscando. Aunque es valiente y siempre tiene buenas intenciones, es muy impulsiva e inocente. Comienza a enamorarse de Rinne ya que en un incidente él la salvó, pero solo porque había una recompensa de por medio, así que ella lo entendió mal, pensando que lo había hecho por ella. Sabe que el sentimiento que tiene hacia Rinne no es correspondido. Pero hace todo para que se enamore de ella.
Oboro (朧?)
Voz por: Yoshitsugu Matsuoka (anime)
Es el gato negro que está bajo contrato con Ageha. Este ya lleva varias generaciones sirviendo a la familia de esta ricachona shinigami. Desde que ambos eran pequeños, jugaban y se divertían juntos, pero un acontecimiento en el que Ageha dejó a Oboro, que se hallaba atrapado por unas rocas durante 1 año, culminó la ira del gato y pensó en vengarse de ella. Tras varios conflictos, al final Oboro acabó por seguir sirviendo a Ageha, que, anteriormente, tan sólo tenía en mente romper del contrato para así librarse de la shinigami. Sin embargo lograron quedar en un acuerdo y trabajar juntos, aunque siempre parece que hacen lo contrario.
Ayame Sakaki (榊 あやめ Sakaki Ayame?)
Ayame Sasaki es una chica aparentemente humilde que trabaja en un santuario local. A partir de las apariencias externas, Ayame es una joven educada, pero en su interior alberga un poderoso espíritu de venganza. Mientras Ayame es fácil de llevar, su espíritu es vengativo y difícil de controlar. Ese espíritu es una proyección de sus sentimientos más profundos que se produjo debido a su amor por Tsubasa a quien conoció cuando se transfirió en su escuela intermedia hace 3 años e intentó hablar con el ya que ambos están en la misma línea de trabajo en vano. Ella esta enterado de que el está enamorado de Sakura, pero al encontrarse con el de nuevo, el aceptó tener una cita con ella en un parque de diversión lo cual la hizo feliz y permitió que su espíritu vuelve dentro de su cuerpo. Aun así, su espíritu aún puede andar suelto ya que ambos no se ven con frecuencia ya que el esta fijado en Sakura.
Raito (来兎 Raito?)
Voz por: Shizuka Itō (anime)
Raito es la gerente de negocios de Crescent Moon Shop (三 日月 堂 Mikazukido ), y la gemela mayor de Refuto. Suele ser tranquila, pero se irrita fácilmente, principalmente con la actitud de su hermano. Aunque ella quiera decir bien, ella es astuta, yendo tan lejos como engañando y forzando a Rinne a hacer algo por su beneficio; y aprovechando cualquier oportunidad rentable.
Refuto (零 不 兎 Refuto?)
Voz por: Katsuyuki Konishi (anime)
Refuto es el herrero de la Crescent Moon Shop (三 日月 堂 Mikazukido ) y el gemelo más joven de Raito. Es una persona con mala boca, pero con una habilidad increíble. Es tranquilo y más relajado que su hermana, pero bajo su silencioso exterior se encuentra un núcleo sarcástico y cargado de insultos. Este lado de él se manifiesta cada vez que se encuentra con Rinne, a quien ve como un mendigo que es demasiado pobre para merecer la artesanía de calidad que él ofrece.
Tiene una gran pasión por las guadañas, pero cuando se alegra de aprender una nueva técnica, no logra leer las cosas hasta el final.

## Media

### Manga
La serie de manga Rin-ne está escrito e ilustrado por Rumiko Takahashi. El primer capítulo fue publicado en la revista Shogakukan Weekly Shonen Sunday el 22 de abril de 2009. Los primeros dos volúmenes en formato tankōbon fueron publicados en Japón el 16 de octubre de 2009; como de 18 de enero de 2018, 40 volúmenes han publicados. El manga ha sido licenciado por Viz Media, que publicó los capítulos de forma simultánea en línea en inglés, ya que fueron serializados en Japón hasta el 17 de marzo de 2011. Rin-ne fue el primer título de la Shonen Sunday en ser impreso por el sello de Viz Media

### Anime
Una adaptación de la serie de anime de televisión de 25 episodios, producida por Brain's Base y dirigida por Seiki Sugawara, se estrenó en Japón el 4 de abril de 2015. El guion está escrito por Michiko Yokote y la música compuesta por Akimitsu Honma. El primer tema de apertura es "Ōkaranman" (桜花爛漫) por KeyTalk, mientras que el tema de cierre es "Tokinowa" (トキノワ) por Passepied. Desde el episodio 14, cambiaron los temas con "Ura no Ura" (裏の裏) de Passepied y "Futatsu no Sekai" (ふたつの世界) por Quruli. Antes del anime, un animado comercial promoviendo la serie y la Weekly Shonen Sunday fue creado en el año 2009. El anime está licenciado por Sentai Filmworks para el lanzamiento digital y de vídeo doméstico en América del Norte.
La segunda temporada comenzó a transmitirse en la primavera de 2016. Los temas de apertura son "Melody" por Pile (hasta el episodio 37) y "Ainii" (アイニー) por CreepHyp. Los temas de cierre son "Hanashi o Shiyō" (話をしよう) por Glim Spanky y "Beautiful Life" por Shiggy Jr.
La tercera temporada comenzó a transmitirse en la primavera de 2017. Los temas de apertura son "Shiny" por el grupo Yoru no Honki Dance hasta el episodio 62, y "Setsuna Yumemishi" (セツナユメミシ) por el grupo Keytalk, mientras que los temas de cierre son "Suki Nano Kana" (スキナノカナ) del dúo Softly y "Puzzle" de Mone Kamishiraishi.
La narración está a cargo de Tesshō Genda.

## Recepción
Durante la semana del 12 a 18 de octubre de 2009, los dos primeros volúmenes de Rinne se clasificaron en el puesto número 15 y 16 en los mangas más vendidos en Japón; combinado, los volúmenes vendidos cerca de 100.000 copias durante la semana. La siguiente semana de octubre 19 a 25 2009, el primer volumen clasificado en el puesto número 18 con más de 44.000 copias vendidas, mientras que el segundo volumen ubicó en el puesto número 20 con más de 41.000 copias vendidas en Japón. [9] El tercer volumen del manga clasificado en el puesto número 11 para el manga más vendido en Japón para la semana del 15 a 21 de marzo de 2010, [10] y la versión en inglés ha clasificado en el puesto número 8 en The New York Times Manga lista de superventas en mayo de 2010. [11] El cuarto tomo del manga clasificó dos veces en el N º 19 y 20 en junio de 2010 con más de 76.000 copias vendidas en Japón. [12] El volumen del manga también se clasificó quinto en dos ocasiones en el n º . 21 y 23 de septiembre de 2010 con más de 71.000 copias vendidas en Japón. [13] El sexto volumen del manga clasificado en el puesto número 29 para el manga más vendido en Japón para la semana del 13 a 19 de diciembre de 2010. [14] El 33º volumen del manga alcanzó los 21.790 ejemplares vendidos sólo en su semana de lanzamiento en Japón.
En la semana comprendida entre el 29 de agosto y 4 de septiembre de 2016, la segunda temporada de la serie de anime fue uno de los programas más vistos en Japón, compartiendo la lista con series como Dragon Ball Super, Detective Conan, Sazae-san y One Piece, entre otras.